# Здуни (Каліський повіт)
Здуни (пол. Zduny) — село в Польщі, у гміні Опатувек Каліського повіту Великопольського воєводства.
Населення — 458 осіб (2011).
У 1975-1998 роках село належало до Каліського воєводства.

## Демографія
Демографічна структура станом на 31 березня 2011 року:
|          | Загалом | Допрацездатний вік | Працездатний вік | Постпрацездатний вік |
| -------- | ------- | ------------------ | ---------------- | -------------------- |
| Чоловіки | 238     | 57                 | 167              | 14                   |
| Жінки    | 220     | 54                 | 136              | 30                   |
| Разом    | 458     | 111                | 303              | 44                   |